# Bistum Sør-Hålogaland

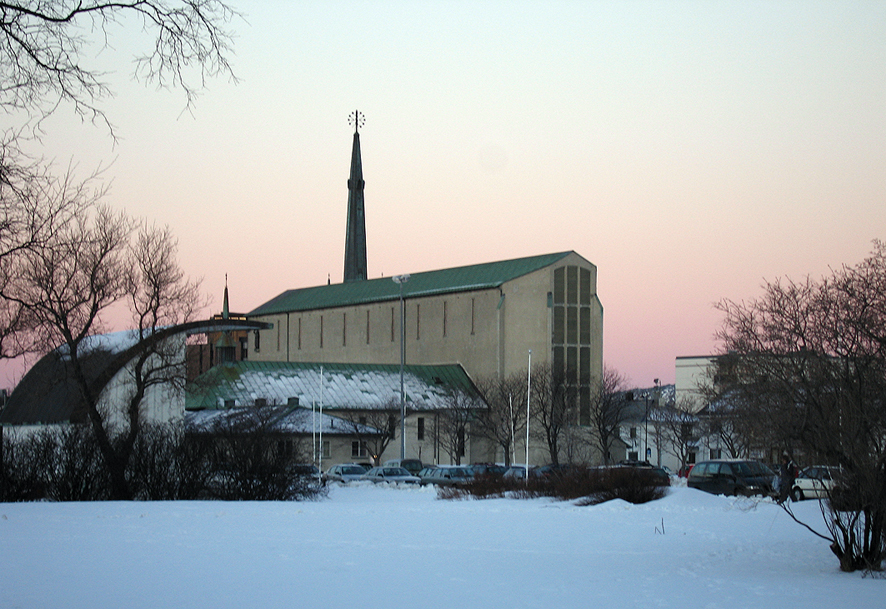
Bodø Domkirche

Karte der lutherischen Bistümer in Norwegen

Das Bistum Sør-Hålogaland (norwegisch: Sør-Hålogaland bispedømme) ist eine der elf Diözesen der evangelisch-lutherischen Norwegischen Kirche. Als Bischof amtiert seit 2023 Svein Valle. Die Kathedrale ist der Dom zu Bodø.

## Umfang
Das Bistum Sør-Hålogaland wurde 1952 gegründet, als das Bistum Hålogaland in Nord-Hålogaland und Sør-Hålogaland geteilt wurde. Es umfasst das Gebiet des Fylke Nordland und besteht aus 83 Kirchengemeinden in acht Propsteien (norwegisch prosti). Von den 240 345 Einwohnern des Gebiets gehörten Ende 2020 186 063 (= 77,41 %) zur Norwegischen Kirche. Das Bistum hatte 2020 99,85 Vollzeitstellen (årsverk), wovon 88,25 Stellen Pfarrstellen waren.

## Bischöfe
- Wollert Krohn-Hansen (1952–1959)
- Hans Edvard Wisløff (1959–1969)
- Bjarne Odd Weider (1969–1982)
- Fredrik Grønningsæter (1982–1992)
- Øystein Ingar Larsen (1992–2006)
- Tor Berger Jørgensen (2007–2016)
- Ann-Helen Fjeldstad Jusnes (2016–2023)
- Svein Valle  (2023– )